# Никола дьо Катина
Никола дьо Катина дьо Ла Фоконери (фр. Nicolas de Catinat de La Fauconnerie) е френски генерал и маршал на Франция по времето на Луи XIV.

## Биография
Роден е през 1637 г. в семейството на магистрат. На 23-годиша възраст се записва в армията и успява бързо да се издигне, благодарение на личните си качества. През 1680 г. получава звание фелдмаршал, а през 1688 г. се издига до генерал-лейтенант. През 1690 г., във войната на Величествения съюз, армия под негово командване побеждава херцога на Савоя – Виктор Амадей II при Стафарда и Марсаля (1693). В началото на Войната за испанското наследство командва армията в Италия срещу принц Евгений Савойски, но поради неуспешното развитие на кампанията и неуспеха му в битката при Карпи е отзован. След тази битка е заменен от маршал Вилроа, но остава в армията като съветник. Скоро след това се оттегля в замъка Сен Гратиен близо до Париж. През 1705 г. написва мемоари.